# The Tell-Tale Shells
The Tell-Tale Shells est un film muet américain réalisé par Allan Dwan et sorti en 1912.

## Fiche technique
- Titre : The Tell-Tale Shells
- Réalisation : Allan Dwan
- Genre : Western
- Distribution : Film Supply Company
- Date de sortie :
  - États-Unis : 18 juillet 1912

## Distribution
- J. Warren Kerrigan : le shérif
- Pauline Bush : l'épouse
- Marshall Neilan : le mari
- Jack Richardson : l'ancien amant